# Odwrócona osmoza

Schemat odwróconej osmozy (odsalanie):
1 – napływ wody morskiej,
2 – odpływ słodkiej wody (40%),
3 – odpływ słonej wody (60%),
4 – przepływ wody morskiej (60%),
5 – odpływ,
A – Pompa wysokiego ciśnienia (40%),
B – pompa obiegowa,
C – zbiornik z membraną półprzepuszczalną,
D – odzyskiwanie energii ciśnienia

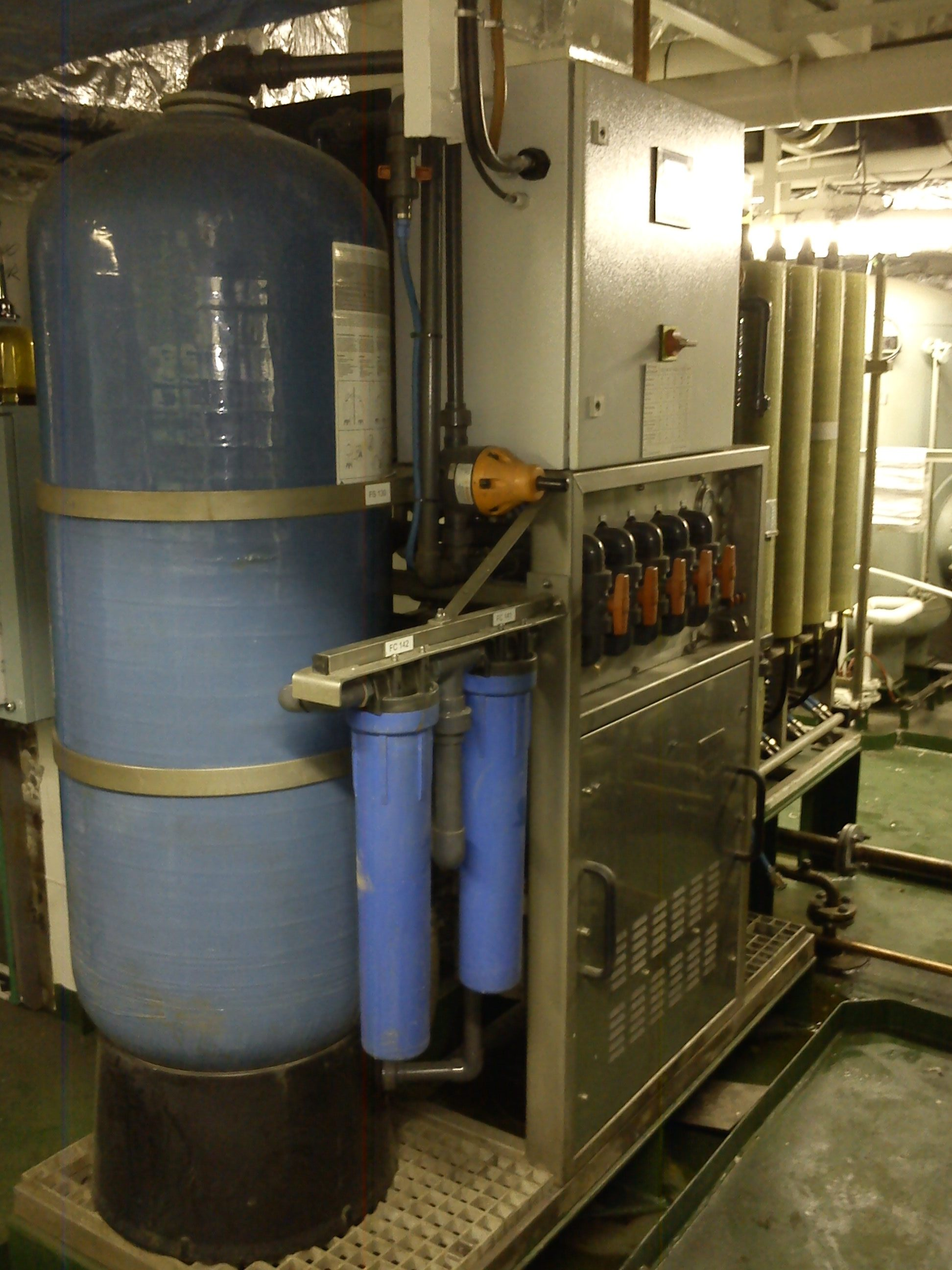
Urządzenie okrętowe wykorzystujące proces odwróconej osmozy i służące do odsalania wody morskiej.

Odwrócona osmoza – wymuszona dyfuzja rozpuszczalnika przez błonę półprzepuszczalną rozdzielającą dwa roztwory o różnym stężeniu. W przeciwieństwie do osmozy spontanicznej, odwrócona osmoza zachodzi od roztworu o wyższym stężeniu substancji rozpuszczonej do roztworu o stężeniu niższym, czyli prowadzi do zwiększenia różnicy stężeń obu roztworów.
Odwrócona osmoza, w odróżnieniu od spontanicznej, musi zostać wywołana przyłożeniem do membrany ciśnienia o większej wartości i skierowanego przeciwnie niż ciśnienie osmotyczne naturalnie występujące w układzie.

## Historia
Proces osmozy przez półprzepuszczalne membrany po raz pierwszy zaobserwował w roku 1748 Jean Antoine Nollet. Przez następne 200 lat osmoza była zjawiskiem obserwowanym tylko w laboratorium. W 1949 uczeni z UCLA po raz pierwszy badali odsalanie wody morskiej za pomocą półprzepuszczalnej membrany. W połowie roku 1950 naukowcy z UCLA i Uniwersytetu florydzkiego, z powodzeniem wyprodukowali wodę słodką z wody morskiej, jednakże strumień był zbyt mały, aby było to ekonomicznie opłacalne. Tak było do czasu odkrycia przez Loeba i Sourirajana techniki tworzenia asymetrycznej membrany charakteryzującej się skutecznie cienką warstwą, wysoce porowatą i z grubszym podłożem membrany. Do końca 2001 roku na świecie pracowało lub było na etapie planowania około 15.200 zakładów odsalania wody morskiej.

## Zastosowanie
Odwrócona osmoza jest podstawą jednej z metod odsalania wody morskiej. Stosuje się też ją do oczyszczania i zatężania ścieków przemysłowych, szczególnie pochodzących z przemysłu spożywczego, papierniczego i galwanicznego. Metoda ta pozwala na odzyskanie wody oraz cennych substancji zawartych w ściekach. Główną zaletą tej metody jest stosunkowo małe zużycie energii, gdyż proces zachodzi bez przemiany fazowej.
Domowe zestawy filtrów oparte na odwróconej osmozie zużywają duże ilości wody. Do uzyskania 5 litrów wody oczyszczonej od 40 do 90 litrów wody trafia do ścieków – uzysk 5–15%. Wynika to z niewielkiej różnicy ciśnień w takich instalacjach.
W zastosowaniach przemysłowych, przy znacznie większej różnicy ciśnień, można uzyskać do 75%. Jednocześnie stopień odsolenia wynieść może ok. 95–99%. Uzależnione jest to od wielu czynników m.in. od jakości wody zasilającej oraz zastosowanej technologii.